# حياتي مثل كوسى
حياتي مثل كوسى (بالفرنسية: Ma vie de Courgette)‏ هو فيلم رسوم متحركة متوقف كوميدي درامي سويسري فرنسي تم إنتاجه في سنة 2016 وهو من إخراج كلود باراس وتأليف سيلين سياما وبطولة غاسبارد شلاتر وسكستين مورات وبولين جاكوند وميشيل فوليرموز. قصة الفيلم مأخوذة من رواية السيرة الذاتية لكورغيت من سنة 2002. وقد تم ترشيح الفيلم لنيل جائزة الأوسكار لأفضل فيلم رسوم متحركة في سنة 2017.

## القصة
قصة الفيلم تتكلم عن ولد اسمه كورغيت، بعد ان يتركه والده يعيش مع والدته التي تصبح مدمنة كحول. وفي أحد تموت والدته بعد ان يقوم كورغيت بايقاعها بالخطأ من الدرج، فتقبض عليه الشرطة وتحقق معه، وثم يعرف ضابط اسمه رايموند بأمر فيحاول الوصول اليه.

## وصلات خارجية
- حياتي مثل كوسى على قاعدة بيانات الأفلام على الإنترنت